# Atlasz-disznó
Az Atlasz-disznó (Sus scrofa algira) az emlősök (Mammalia) osztályának párosujjú patások (Artiodactyla) rendjébe, ezen belül a disznófélék (Suidae) családjába tartozó vaddisznó (Sus scrofa) egyik alfaja.

## Előfordulása
Az Atlasz-disznó a közismert vaddisznó egyetlen Afrikában őshonos alfaja. Manapság csak Tunézia, Algéria és Marokkó területein található meg. Legfőbb előfordulási területe az Atlasz-hegység, ahol szintén igen ritka.

## Megjelenése
Egyes rendszerezők azonosnak tartják az európai vaddisznóval (Sus scrofa scrofa), bár az afrikai állat valamivel kisebb testű, és a testéhez képest hosszabb agyarú, mint az európai fajtársa.

## Fordítás
- Ez a szócikk részben vagy egészben  a   Wild boar című angol Wikipédia-szócikk ezen változatának fordításán alapul.  Az eredeti cikk szerkesztőit annak laptörténete sorolja fel. Ez a jelzés csupán a megfogalmazás eredetét és a szerzői jogokat jelzi, nem szolgál a cikkben szereplő információk forrásmegjelöléseként.